# Madhhidj
Madhhidj és un grup tribal del Iemen que viu a les regions de Dhamar i Rada. A les inscripcions preislàmiques són assenyalats com mdhgm. Són esmentats el 519 acompanyant a les forces del rei himyarita Madikarib Yafur en una expedició a l'Aràbia central. El 521 eren una de les tribus que havien adoptat la religió jueva i foren enviats contra el centre cristià de Nadjran. Pocs anys abans de la islamització va lluitar (al costat dels khatha, i els murad, amb els quals estaven emparentats o aliats) contra els Amir ben Sasaa, conflicte que va culminar en la famosa jornada de Fayf al-Rih, recollida en la poesia de l'època.
Mahoma va escollir com emissari davant les tribus del sud a Malik ibn Murara, membre del grup Ruha dels Madjhidj i el 632 Mahoma va confirmar a Farwa ibn Musayk (dels murads) com a governador musulmà dels murads, els madhhidjs i els zubayds. La tribu va participar en la invasió d'Egipte i una part es va fixar a Fustat. Una altra part es va establir a Kufa i van destacar com alides i antiomeies, i van lluitar a Siffin. El 698 van participar en l'exèrcit d'Ubayd Allah ibn Ali Bakra que va combatre al que avui és l'Afganistan, conegut com a "Exèrcit de la Destrucció". Van donar suport a la revolta d'Ibn al-Àixath.
Els que havien restat al Iemen van donar suport el 1136 al zuràyida Saba ibn Abi l-Suud en la guerra contra un altre zuràyida de nom Ali ibn Muhammad. El 1151 la tribu es va unir als Zaidites del Iemen de l'imam Ahmad ibn Sulayman contra els hatimites de Yam que dominaven a Sanà. Els zaydites després d'un temps de lluita foren rebutjats de Sanà i els madhhidj es van passar a Hatim ibn Ahmad el cap dels hatimites en contra dels zaydites.
Una fracció dels madhhidj va ajudar els zuràyides d'Aden a lliurar-se del setge al que els sotmetien els màhdides des del 1165: el cap zuràyida Hatim ibn Ali que ja portava assetjat set anys, va anar a Sanà per obtenir l'aliança d'Ali ibn Hatim que havia succeït al seu pare Hatim ibn Ahmad; com que els dos eren ismaïlites l'acord es va aconseguir però Ali va posar com a condició que la fracció dels Djanb del Dhamar, de la tribu Madhhidj, havia de participar; Hatim els va convèncer i hatimites (Banu Yam) i Djand (Madhhidj) van marxar contra Aden i van obligar els màhdides a aixecar el setge després que els van causar fortes baixes.